# Caroline Roose
Caroline Roose (nascida em 10 de novembro de 1968 em Oostende) é uma política franco-belga da Aliança Ecológica Independente (AEI), membro do Parlamento Europeu desde 2019. Desde a sua infância, ela mora em Villeneuve-Loubet.
No parlamento, Roose faz parte da Comissão do Desenvolvimento Regional (desde 2019) e da Comissão das Pescas (desde 2020). Em 2020, ela também integrou a Comissão de Inquérito sobre a Proteção dos Animais durante o Transporte.
Para além das suas atribuições nas comissões, Roose faz parte das delegações do Parlamento à Assembleia Parlamentar Paritária ACP-UE e à Assembleia Parlamentar da União para o Mediterrâneo. É também apoiante da Aliança pela Saúde Mental e membro do Intergrupo do Parlamento Europeu para o Bem-Estar e Conservação dos Animais.